# Émilie Jouvet
Pour les articles homonymes, voir Jouvet.
Émilie Jouvet, née le 29 juillet 1976, est une artiste, réalisatrice et photographe française.

## Biographie[1]
Émilie Jouvet est issue des Beaux-Arts et de l'École nationale supérieure de la photographie.
En 2015, elle publie sa première monographie de photographies, The Book suivi du livre Girlfriend (Vanilla Gallery) en 2019, 
En 2019, elle participe avec le collectif artistique et écoféministeGang des Witches, au Palais de Tokyo, à l'exposition Patriarchy is burning.
En 2005, elle réalise le premier long-métrage pornographique féministe queer lesbien et transgenre français, One Night Stand,.
En 2009, elle réalise Too Much Pussy! Feminist Sluts, A Queer X Show, un road-movie documentaire sur le mouvement féministe pro-sexe, porno et queer sorti dans les salles de cinéma en Europe en 2011, suivi de sa version non-censurée Much More Pussy!
En 2017, elle réalise My Body, My Rules, film expérimental qui met en avant les résistances possibles à travers une galerie de portraits de femmes questionnant le racisme, le validisme, la putophobie, la grossophobie et l’âgisme.
En 2017, sort également le film ARIA, film autobiographique autour de la maternité et du désir d’enfant, dans une France qui interdit encore la PMA aux femmes célibataires et aux couples de femmes.
En 2019, elle sort son 7e long-métrage Mon enfant, ma bataille, 35 ans de lutte des familles homoparentales, documentaire qui relate l’histoire de l’homoparentalité en France, en s’appuyant sur de nombreux témoignages de l’APGL (enfants et familles concernées, chercheurs, médecins, institutionnels, juristes, politiques et penseurs), sur différentes façons de faire famille (PMA, IAD, ROPA, GPA, adoption, coparentalité, multiparentalité, monoparentalité, transparentalité) et des documents d'archives (PACS, mariage homosexuel, manifestations, débats sur la bioéthique). Émilie Jouvet donne la parole à celles et ceux qui font ou ont fait, par leurs choix personnels, leurs engagements et leurs luttes collectives, l’histoire de l’homoparentalité en France depuis 1986.
Ancienne membre de la Queer Factory, Émilie Jouvet fait partie de plusieurs collectifs d’artistes  : Fem Menace, SAFE LGBT Association de lutte contre les violences en milieu LGBT, CJC Collectif jeune Cinéma, Gang of Witches.

### Vie privée et engagements associés
Elle-même se définit comme lesbienne. En 2018, elle fait partie des 88 femmes ayant recouru à la PMA à l'étranger avec leur conjointe ou concubine qui signent une pétition en faveur de la loi sur la PMA pour toutes et y regrettent que la question des femmes sans homme soit occultée dans la presse.

## Filmographie

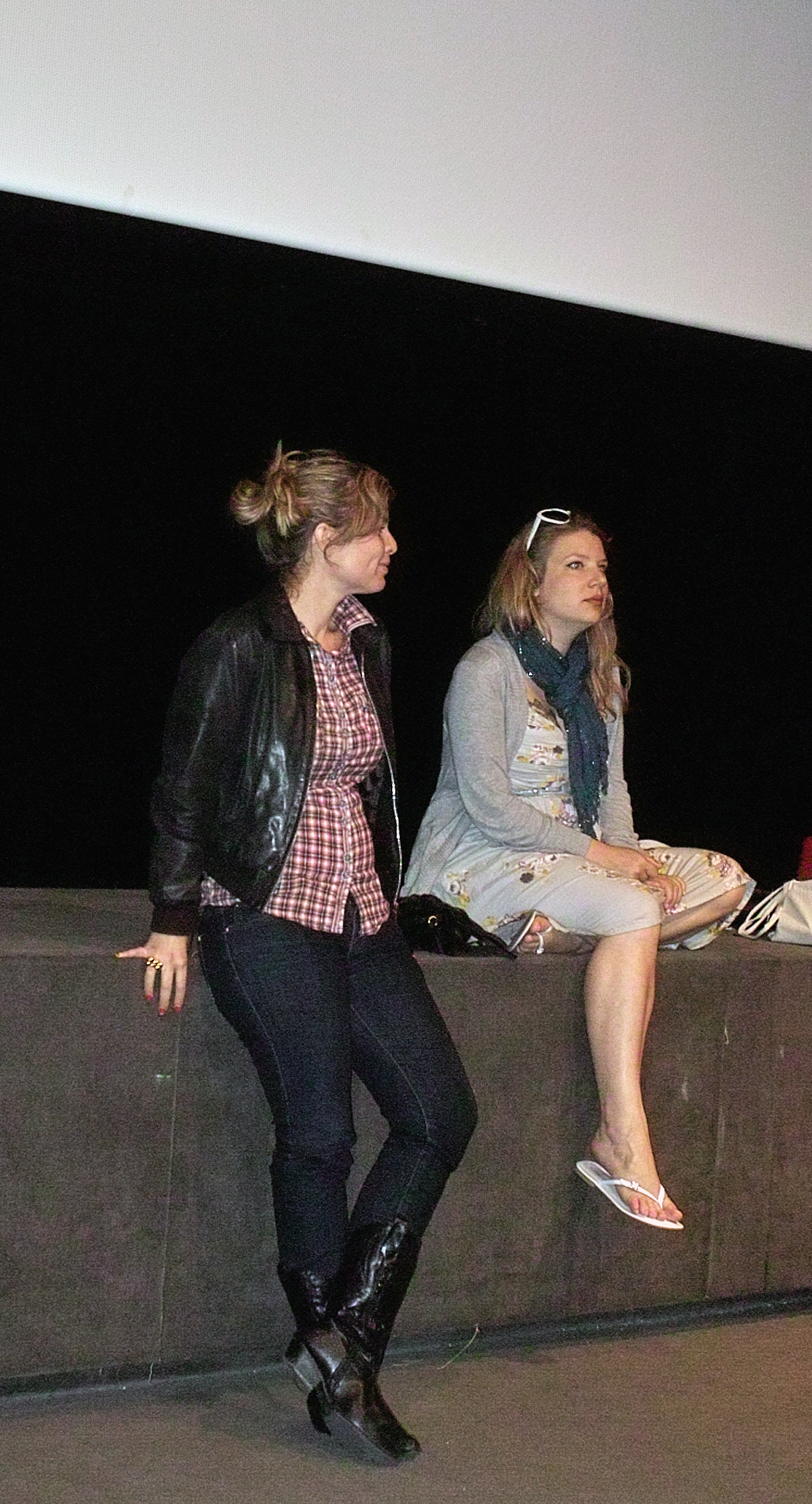
Émilie Jouvet avec Wendy Delorme lors d'une présentation du film Too Much Pussy! en 2011.

### Réalisatrice

#### Longs métrages
- 2018 : Mon enfant, ma bataille. 35 ans de lutte des familles homoparentales, 90 min, 2019, coproduction Émilie Jouvet et APGL (FR)
- 2017 : Aria, 90 min, 2017, Coprod of Every Body’s perfect fest and CAC Genève, FMAC, FCAC, Faena Art, In Between Art Film and Head – Genève
- 2015 : My Body, My Rules, 90 min, 2017, coproduction Émilie Jouvet, Jurgen Bruning (GR), crowdsourcing
- 2011 : Histoire d'Ovidie, 55 min, French Lover Production (FR), Diffusion Canal plus (FR).
- 2011 : Much More Pussy!, 80 min, 2011, Coproduction Émilie Jouvet (FR), La seine TV (FR), Jurgen Bruning (GR).
- 2010 : Too Much Pussy! Too Much Pussy! Feminists Sluts in The Queer X Show, 98 min, 2010. Coproduction Émilie Jouvet (FR), La seine TV (FR), Jurgen Bruning (GR). Distribution Solaris (FR), Njutafilms (SW), Atlantide Entertainment (IT), GMFilms (GR).
- 2006 : One Night Stand (Pour une nuit), 80 min, 2006. Émilie Jouvet Production (FR). Distribution Hysterie Prod (FR), Fatale Média (US), Bildkraft (GER)

#### Courts métrages
- 2013 : Queer Kiss Challenge!, 30 min, 2015, coproduction Émilie Jouvet , L Fest (BE)
- 2013 : SAFER, 3 min, coproduction Yagg Inpes (Fr)
- 2013 : Candy Box, 6 min, coproduction Yagg Inpes (Fr)
- 2011 : New Boy On The Block, 15 min, coproduction Jurgen Bruning, Kristian Petersen (GR)
- 2011 : Let It Go, 3 min, 2011
- 2008 : The Apple, 6 min, 2008, coproduction Émilie Jouvet, Judy Minx. Distribution Bildkraft (GER), PetraJoy (ENGL)
- 2008 : Kiss Me, 20 min
- 2008 : Party Time, 4 min
- 2008 : Memorie, 4 min 30 sec
- 2007 : Vicious, 5 min
- 2005 : Blind Porn, 3 min 30 sec
- 2004 : Roof, 8 min 30 sec
- 2004 : Electric Desire, 3 min 20 sec
- 2004 : Blancx, 3 min 30 sec
- 2003 : Kissing, 4 min
- 2003 : MADEMOISELLE !, 4 min 20 sec
- 2003 : Être une femme, 3 min 45 sec

## Expositions photographiques
- 2015 
  - Casa Brandon, Buenos Aires
  - Galerie Deneulin, Barraux
  - Odradek, Instants Chavirés, Montreuil
  - We Are Not Weapons Of War, Le 61, Paris
  - Je, tu, elles, galerie Joseph Antonin, Chapelle saint Anne, Arles
  - Porn That Way, Schwules Museum, Berlin
- 2014 
  - Faces, centre de réadaptation, Coubert
  - Féminisme(s), Chapelle Sainte-Anne, Arles
- 2013 
  - Emancipated Spectatress, škuc gallery, Ljubljana, Slovenie
  - Herstories, galerie La Cartonnerie, Friche Belle de Mai, Marseille
  - Eyes Wild Drag, Palazzo, Rome
  - Show Me What You Got, Montalbaendreef Gallery, Utrecht
  - Grrrls II, Polikarpov, Marseille
  - Féminismes, force et érotisme des différentes féminités, galerie Joseph Antonin, Arles
  - Grrls I, Maison des Diversités, Toulouse
- 2012 
  - Dyke Eyes III, Vanilla Gallery, Tokyo
  - Un/Lust, Rencontres Internationales de la Photographie OFF, Arles
  - Dyke Eyes II, galerie Violette & Co, Paris
  - Dyke Eyes, galerie Vigna, Nice
- 2011 
  - Dyke Or Dead, galerie Pascal Vanhoecke[19], Paris
  - Causette, galerie du Point Éphémère, Paris
  - Party Grrrl, galerie du Point Éphémère, Paris
  - De l’air II, Maison européenne de la photographie, Paris
  - Queer Week, Institut d’études politiques, Science Po Paris
  - De l’air, galerie Agnès B, Paris
- 2010 
  - Femina Potens, Art Gallery, San Francisco
- 2009 
  - Art Cruising, ArtRebels Gallery, Copenhague

## Distinctions
- 2017 : Prix du jury Meilleur documentaire, Festival Cheries-cheris - My Body, My rules
- 2017 : 2e prix Long-métrage (Mention spéciale), Pornfilmfestival Berlin - My Body My rules[20]
- 2011 : Prix du festival PorYes Feminist Porn Award Europe in Berlin - Pour une nuit et Much More Pussy[21].
- 2011 : Best LGBT film, Cannes Independent Film Festival - TOO MUCH PUSSY ! Feminists Sluts in The Queer X Show
- 2011 : Audience Award Best Documentary, Reelout Queer Film Festival, Kingston, Canada - TOO MUCH PUSSY ! Feminists Sluts in The Queer X Show
- 2010 : Prix spécial du jury, Porn Film Festival Berlin - Much More Pussy.
- 2010 : Prix One+One (Prix de la critique), Festival du film de Belfort - Entrevues[22] - TOO MUCH PUSSY ! Feminists Sluts in The Queer X Show
- 2009 : Jury Award for Most Innovative Short Film, Seattle Lesbian and Gay Film Festival - The Apple
- 2009 : First Price, International Best Short Film Competition, Madrid Film Fest - The Apple
- 2009 : Sexiest Dyke Movie Price, Feminist Porn Awards, Toronto - One Night Stand
- 2008 : Special Price of the Jury, Copenhagen Gay and Lesbian Film Festival - One Night Stand
- 2007 : First Price, Amsterdam Porn Film Festival - One Night Stand
- 2006 : First Price, Porn Film Festival Berlin - One Night Stand